# Pierre Etchepare
Pour les articles homonymes, voir Etchepare.
Pierre Etchepare, né le 2 octobre 1891 dans le 8e arrondissement de Paris et mort le 20 avril 1943 à l'Hôpital américain de Neuilly-sur-Seine (Hauts-de-Seine), est un acteur français.

## Filmographie
- 1914 : Le Paradis de Gaston Leprieur
- 1915 : À qui la femme de Roger Lion - court métrage -
- 1915 : Le Poilu de la victoire de Roger Lion - court métrage -
- 1915 : Prête-moi ta femme de Jacques Roullet - court métrage -
- 1916 : C'est pour les orphelins de Louis Feuillade
- 1916 : Le Calvaire de mignon de Marcel Simon
- 1916 : L'Enlèvement de Vénus de Roger Lion
- 1916 : Anana secrétaire intime de Maurice Poggi - court métrage -
- 1916 : Le Coup de minuit de Maurice Poggi - court métrage -
- 1916 : Erreur judiciaire de Roger Lion - court métrage -
- 1916 : Le Malade malgré lui réalisation anonyme - court métrage -
- 1916 : Polin restera garçon de Maurice Poggi - court métrage -
- 1916 : Les Surprises d'Ananna de Robert Mistréo - court métrage -
- 1917 : Le Porteur aux halles de Gaston Leprieur - Emile -
- 1917 : Anana anti-féministe réalisation anonyme, - court métrage -
- 1917 : Anana cherche un complet réalisation anonyme, -court métrage -
- 1917 : La confiance règne de Georges Pallu - court métrage -
- 1917 : O Paris, gai séjour de Robert Mistréo - court métrage -
- 1917 : Les Pieds de Damoclès de Félix Léonnec - court métrage -
- 1917 : Quand Madelon... de Roger Lion - court métrage, chanson filmée -
- 1917 : Le sucre est rare réalisation anonyme, - court métrage -
- 1918 : Anana chauffeur d'auto de E. Berny - court métrage -
- 1918 : On demande un modèle réalisation anonyme, - court métrage -
- 1918 : Tu le r'verras Paname réalisation anonyme, - court métrage, chanson filmée -
- 1922 : L'Idée de Françoise de Robert Saidreau
- 1922 : Ziska, la danseuse espionne de Henri Andréï - Goupille -
- 1923 : Bonheur conjugal de Robert Saidreau
- 1923 : Ma tante d'Honfleur de Robert Saidreau
- 1923 : Cœur léger de Robert Saidreau
- 1925 : Le Château de la mort lente de E.B Donatien
- 1925 : L'Étrange Aventure de Robert Saidreau
- 1930 : Le Défenseur de Alexandre Ryder - Le secrétaire
- 1931 : Le Refuge de Léon Mathot - Olive -
- 1931 : Marions-nous de Louis Mercanton - Adolphe -
- 1931 : Mon amant l'assassin de Solange Bussi
- 1931 : Rien que la vérité de René Guissart - Horace Van Dusen -
- 1931 : Tu seras duchesse de René Guissart - Le duc de Barfleur, fils -
- 1931 : Un homme en habit de René Guissart - Pierre d'Allouville -
- 1932 : Pour vivre heureux de Claudio Della Torre
- 1932 : Simone est comme ça de Karl Anton - Max -
- 1932 : Une heure près de toi de Ernst Lubitsch - Adolphe -
- 1932 : Une petite femme dans le train de Karl Anton - Jacques L'Herbier -
- 1933 : Cette nuit-là de Mark Sorkin - Le gérant -
- 1933 : Champignol malgré lui de Fred Ellis
- 1933 : D'amour et d'eau fraiche de Félix Gandéra - Gabriel -
- 1933 : Feu Toupinel de Roger Capellani - Mathieu -
- 1933 : Le Grand Bluff de Maurice Champreux
- 1933 : Mademoiselle Josette, ma femme d'André Berthomieu - Panard -
- 1933 : Paprika de Jean de Limur - Max Charvin -
- 1933 : Un fil à la patte de Karl Anton - Fontanet -
- 1933 : Un peu d'amour de Hans Steinhoff - Gabriel -
- 1933 : L'Article 382 (ou La Montre) de Christian-Jaque - moyen métrage -
- 1933 : On déjeune à midi / La tête de veau de Emil-Edwin Reinert - court métrage -
- 1934 : L'Auberge du petit dragon de Jean de Limur - Prosper -
- 1934 : Le Comte Obligado de Léon Mathot - Mr. d'Amandine -
- 1935 : Le Coup de trois de Jean de Limur - Mr. Freudenbrick -
- 1935 : Haut comme trois pommes de Ladislas Vajda et Pierre Ramelot - L'interrupteur -
- 1935 : Le siège arrière / J'ai perdu la patronne de Emil-Edwin Reinert - court métrage -
- 1936 : L'Amant de Madame Vidal de André Berthomieu
- 1936 : La garçonne de Jean de Limur - Plombino -
- 1936 : Le Petit bateau, court-métrage en couleurs de Pierre Ramelot
- 1937 : Gueule d'amour de Jean Grémillon
- 1937 : Les Hommes de proie de Willy Rozier
- 1937 : Le Tigre du Bengale de Richard Eichberg - film tourné en deux époques : Le Tigre du Bengale et Le Tombeau hindou
- 1938 : Champions de France de Willy Rozier
- 1938 : Les Gaietés de l'exposition d'Ernest Hajos
- 1938 : Le Train pour Venise de André Berthomieu
- 1939 : Le Danube bleu de Emil-Edwin Reinert
- 1941 : Ne bougez plus de Pierre Caron - Daronval -
- 1942 : Une pirouette de Monsieur Girouette, court-métrage de Pierre Ramelot
- 1942 : Monsieur pirouette stratège, court-métrage de Pierre Ramelot
- 1942 : Monsieur Girouette et la guerre de cent ans !, court-métrage de Pierre Ramelot

## Théâtre
- 1918 : L'École des cocottes de Paul Armont et Marcel Gerbidon, théâtre du Grand-Guignol
- 1924 : La Fleur d'oranger d'André Birabeau et Georges Dolley, Comédie Caumartin
- 1929 : La Lettre de Somerset Maugham, théâtre de l'Athénée